# Leo Losert
Leo Losert (31 ottobre 1902 – 22 ottobre 1982) è stato un canottiere austriaco.

## Palmarès

### Olimpiadi
- 1 medaglia:
  - 1 bronzo (Amsterdam 1928 nel due di coppia)